# CricksyDog
A CricksyDog a magyar Vargyas Petfood Kft. állateledelre szakosodott cége, amelynek raktára Kapuváron, Győr-Moson-Sopron vármegyében van, míg az irodája Budapesten található.

## Cégtörténet
A CricksyDogot három testvér alapította (Almási Zsuzsanna, Vargyas Imre és Vargyas András) és 2017. március 1-én nyitotta meg a weboldalát. A CricksyDog egy magyar tulajdonban lévő, prémium minőségű kutyatápokat, kutyás kiegészítőket és jutalomfalatokat gyártó és forgalmazó cég, amely 100%-ban online értékesítési modellre épül. A vállalat célja, hogy kiváló minőségű, természetes alapanyagokból készült termékekkel segítse a kutyatulajdonosokat négylábú társaik egészségének megőrzésében, mindennapi jólétének biztosításában. A hirtelen növekedésükről, és nagy sikerükről 2020-ban még a magyar Forbes is írt. Az indulásuk során részt vettek a Climate KIC innovációs startup programjában is. A családi vállalkozás az idő során már kinőtte magát. A cég 2021 végén 9 alkalmazottat tartott számon. 2021-es éves nettó árbevétele már meghaladta az 500 millió forintot. A cég azóta folyamatosan növekszik: jelenleg 2025-ben napi szinten több mint 1.000 csomagot kezel, és árbevétele már meghaladja az évi 1,2 milliárd forintot. A céljuk, hogy négy éven belül elérjék a 8 milliárd forintos éves árbevételt, ezzel is tovább erősítve a márka pozícióját a közép-európai piacon.
A CricksyDog a kezdeti időszakban a magyar piacot szolgálta ki, azonban az idő múlásával folyamatosan bővült a márka földrajzi terjeszkedése is. Jelenleg 8 európai országban érhetőek el a termékeik.

## Termékek
A száraztápok kínálata négy fő kategóriára van osztva:
- Nagyobb testű kutyáknak készült száraztápokat Ted néven találják a vásárlók.
- Kisebb termetű kutyáknak készült száraztápok Juliet néven találhatóak.
- Kölyökkutyáknak készült száraztápok Chucky néven találhatóak.
- Senior, idősödő kutyáknak készült száraztápok Oscar néven találhatóak.

Nedves eledelek
A CricksyDog kínálatában kutyakonzervek is megtalálhatók, amelyek normál húsokat (pl. bárányhúst, májat és belsőségeket) tartalmaznak. Ezek különösen kedveltek azoknál a gazdiknál, akik természetesebb táplálást szeretnének kutyusuknak.
Jutalomfalatok és kiegészítők
- Puha falatok levegőn szárított húsokból (pl. bárányos változat),
- 100% húsból készült rúd jutalomfalatok,
- Ízületvédő tabletták (pl. Twinky),
- Multivitaminok, fogtisztítók és bőr- vagy szőrzetápoló készítmények,
- Zöldségalapú öntetek válogatós kutyáknak, amelyek egyik fő összetevője az édesburgonya.

## Webshop és vásárlási rendszer
A CricksyDog termékeit kizárólag saját webshopjában értékesíti, így teljes mértékben ellenőrizni tudják az árakat, a kiszolgálás minőségét és a vásárlói élményt. A csomagokat MPL, DPD, GLS és UPS szolgáltatókon keresztül kézbesítik, biztosítva a gyors és megbízható szállítást Magyarországon és külföldön egyaránt.

## Filozófia és küldetés
A CricksyDog hitvallása, hogy „boldog kutya = boldog gazdi”. A márka elkötelezett amellett, hogy a lehető legtermészetesebb, legjobban emészthető, és kutyabarát alapanyagokat használja fel, amelyek nemcsak táplálóak, de hosszú távon is egészségesek. Kiemelt figyelmet fordítanak a gyártási folyamatokra, a szemcseméretre (főleg kistestű kutyáknál), valamint a vásárlói visszajelzésekre, melyekből termékfejlesztési döntések is születnek.